# Neményi Mária (operatőr)
Neményi Mária (?, 194?) rajzfilmoperatőr.
A Pannónia Filmstúdió rajz- és bábfilm osztályán dolgozott operatőrként és asszisztensként olyan neves rendezők mellett, mint Macskássy Gyula, Nepp József.
Az adatbázisok (pl. IMDb és PORT.hu) keverik Neményi Mária szociológussal.

## Filmjei
- Ne hagyd magad, emberke! (1959)
- A ceruza és a radír (1960) asszisztensként
- Párbaj (1960)
- Peti-sorozat (1961-1967)
- Szenvedély (1961)
- A dal öröme (1962)
- A számok története (1962)
- Kívánj akármit! (1962)
- Holnaptól kezdve (1963)
- Mese a bogárról (1963)
- Romantikus történet (1964)
- Gusztáv (1965-1976)
- Mesék a művészet világából (1965)
- Oxidia (1965)
- Ez nálunk lehetetlen (1966)
- Indiában (1966)
- Kis ember, nagy város (1966)
- Öt perc gyilkosság (1966)
- Tíz deka halhatatlanság (1966)
- A napló (1967)
- La Fontaine meséi I-II. (1969-1970)
- A rács, kíváncsiság, siker (1970)
- Az öngyilkos (1970)
- A fegyver (1971)
- A szobor (1971)
- Az öreg (1971)
- Medvetánc (1971)
- Mézga Aladár különös kalandjai (1972)

- Dilibolygó
- Varia
- Superbellum
- Hugó, a víziló (1975)
- Nekem az élet teccik nagyon (1977)
- Új lakók (1978)
- Vakáción a Mézga család (1978)

- Vakáció!
- Vezetni tudni kell (1978-1979)

- Az utasítás (1978)
- A tervezés (1978)
- A tájékozódás (1978)
- A szervezés (1979)
- A döntés (1979)
- Pumukli kalandjai (52 epizódban, 1982-1989)
- Macskafogó (magyar-kanadai-NSZK, 1986)